# Anagraphis pori
Anagraphis pori är en spindelart som beskrevs av Levy 1999. Anagraphis pori ingår i släktet Anagraphis och familjen plattbuksspindlar.
Artens utbredningsområde är Israel. Inga underarter finns listade i Catalogue of Life.